# Toscakaka

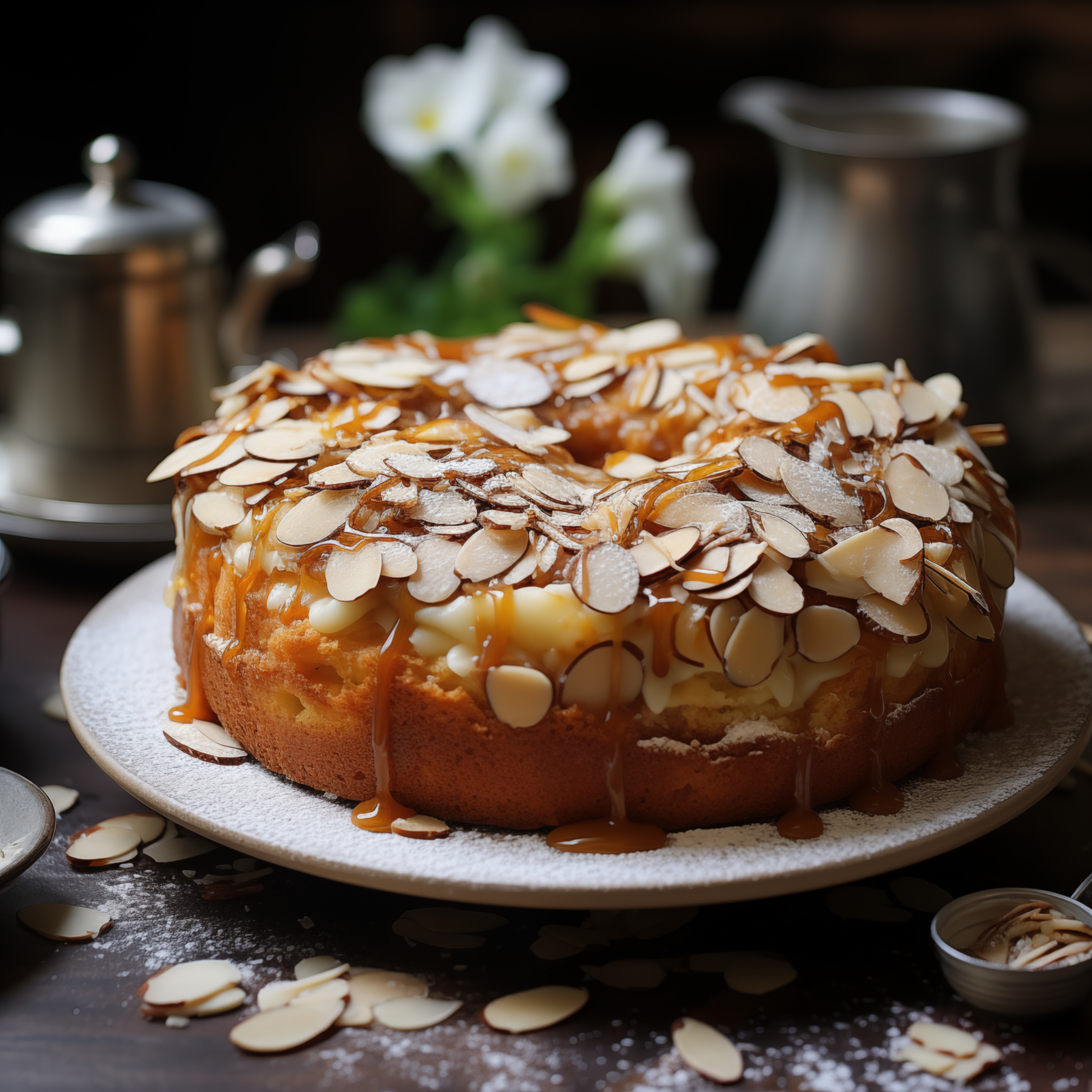
Toscakaka

Toscakaka eller toscatårta är ett svenskt bakverk av typen kaffebröd. Tosca är namnet på en opera av Puccini som hade premiär vid sekelskiftet 1900. Operan har troligen givit namnet åt den toscakaka som finns i svenska kokböcker från 1930-talet. Den rådande avskalade funkisstilen satte sin prägel också på bakverken. Att koka en smet av mandel, smör och grädde har orientaliskt ursprung. I mitten av 1800-talet förekom mandelsmeten även i Schweiz. Ungefär 50 år senare introducerades den i Sverige, även om det dröjde innan tårtan fick sitt nuvarande namn.